# Calippus (cratère)
Calippus est un petit cratère d'impact lunaire situé à l'extrémité est de la chaîne de montagnes accidentées des Monts Caucase, dans la partie nord de la Lune. Il doit son nom à l'astronome grec Callippe de Cyzique. Il se trouve au sud-ouest du cratère Alexandre, au nord-ouest de la mer de la Sérénité.
Le bord extérieur de Calippus a un aspect irrégulier, avec des renflements vers l'extérieur au nord-est et particulièrement à l'ouest où se trouve un niveau inférieur de matériaux affaissés. L'extérieur présente un léger rempart entouré par le terrain accidenté de chaîne de montagnes. À l'intérieur des murs intérieurs aux côtés pointus se trouve un sol intérieur rugueux et irrégulier.
Au sud-est de ce cratère, au bord de la mer de la Sérénité, se trouve une rainure en arc de cercle qui est une rille nommée Rima Calippus. Cette fente suit un chemin vers le nord-est sur une longueur d'environ 40 km.

## Cratères satellites
Par convention, ces caractéristiques sont identifiées sur les cartes lunaires en plaçant la lettre sur le côté du milieu du cratère le plus proche de Calippus.
| Calippus | Coordonnées | Diamètre en km |
| -------- | ----------- | -------------- |
| A        | 37, 7,9     | 16             |
| B        | 36, 10      | 7              |
| C        | 36,6, 9,1   | 40             |
| D        | 36,3, 11,3  | 4              |
| E        | 38,9, 11,9  | 5              |
| F        | 40,5, 10    | 6              |
| g        | 41,3, 11,5  | 4              |